# 5482 Korankei
Az 5482 Korankei a Naprendszer kisbolygóövében található aszteroida. Szuzuki Kenzó és Urata Takesi fedezte fel 1990. február 27-én.